# Nexø

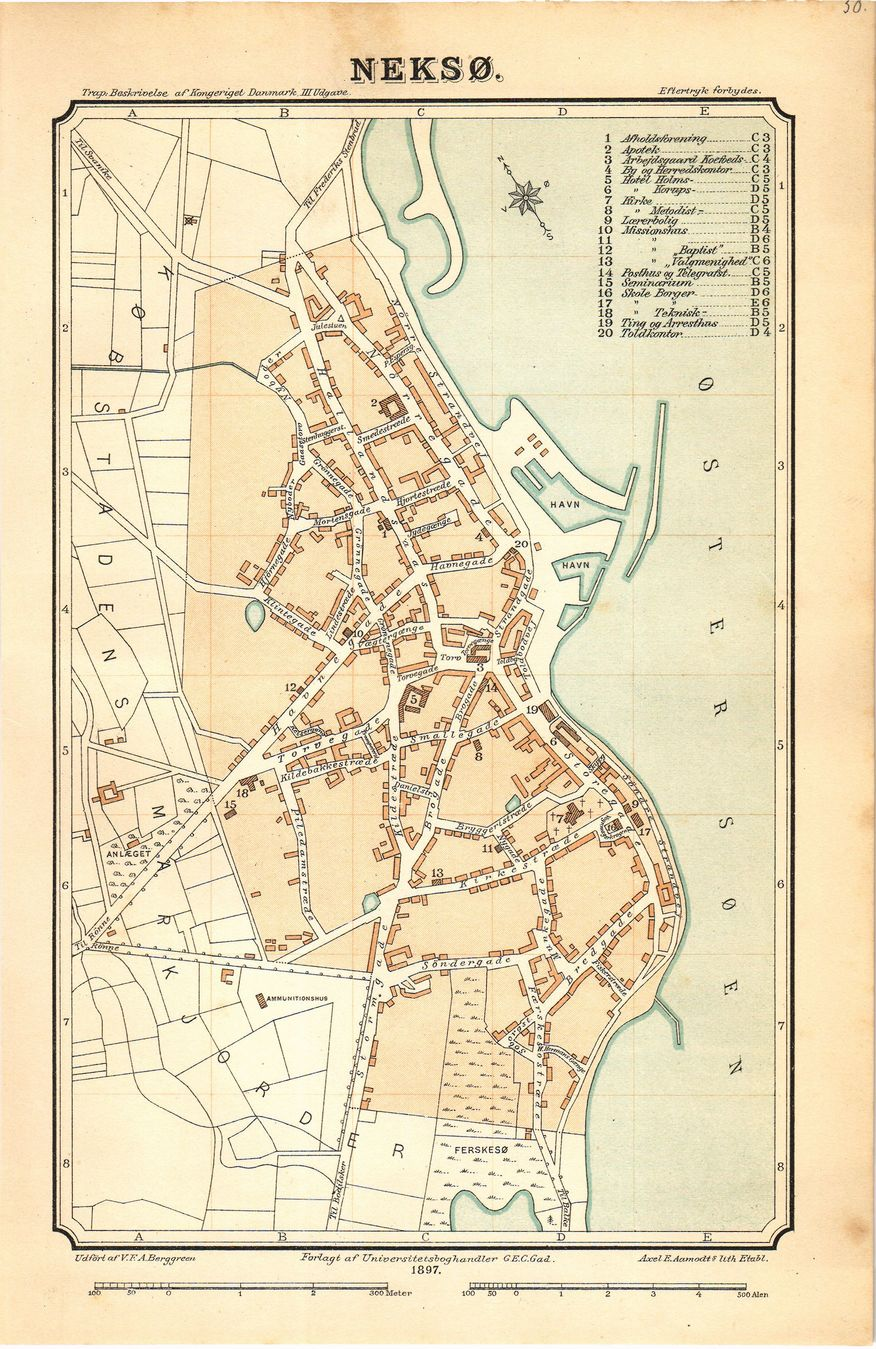
Nexø 1898.

Nexø, också Neksø, är en tätort och stad på ön Bornholm i Danmark. Tätorten hade 3 654 invånare 2017. Den ligger på den sydöstra delen av ön. Sedan 2003 ingår Nexø i Bornholms regionkommun.
Tidigare har staden Nexø utgjort centralort i dåvarande Nexø kommun i Bornholms amt. 

## Historia
Nexø fick stadsprivilegier 1346, då orten fick använda samma regler som Helsingborg. Den har tidvis drabbats av ödeläggelse i samband med krig, som 1510 och 1645. Befolkningen var 1787 strax över 1 000. Sedan dess har befolkningen ökat långsamt, men bestämt, för att sedan 1970-talet ligga på omkring 3 700 invånare.
Under andra världskrigets slutskede den 8 och 9 maj 1945 utsattes Nexø liksom Rønne för sovjetiska flygbombningar, vilka ledde till stor förödelse i bägge städerna. Svenska staten donerade därefter 300 monteringsfärdiga trähus, "Svenskehusene", av vilka 75 uppfördes på Paradislyckan i Nexø.

## Ekonomi
Nexø har en stor fiskhamn, som byggdes ut på 1980-talet. Sedan dess har dock yrkesfisket gått tillbaka kraftigt, och numera har få fiskebåtar Nexø som hemmahamn. Nexøsandsten har sitt namn efter staden och bröts bland annat i Frederiks stenbrott. Där uppfördes också Stenbrudsgården.

## Utbildning & kultur
”Kunst- og keramikverkstædet, Bornholm” är en del inom Kunstakademiets Designskole, som bedriver utbildning i glas- och keramikkonst i Nexø.
Författaren Martin Andersen Nexø, som flyttade till Nexø med sin familj 1877, tog sitt namn efter staden. Det finns idag ett personmuseum över honom i staden. Andra museer är Nexø Museum och Bornholms Jernbanemuseum, som båda ligger vid Strandvejen. 

## Kommunikationer
Mellan Rønne och Nexø invigdes 1900 den smalspåriga Nexøbanan, vilken senare med andra järnvägar knöts samman till ett smalspårsnät som drevs av De Bornholmske Jernbaner. Nexøbanan lades ned 1968. Nexø har sommartid passagerarfärjeförbindelser med M/S Jantar till Kolobrzeg i Polen.
Nexø Redningsstation grundades 1964 och tog då över efter Snogebæk Redningsstation.

## Bilder

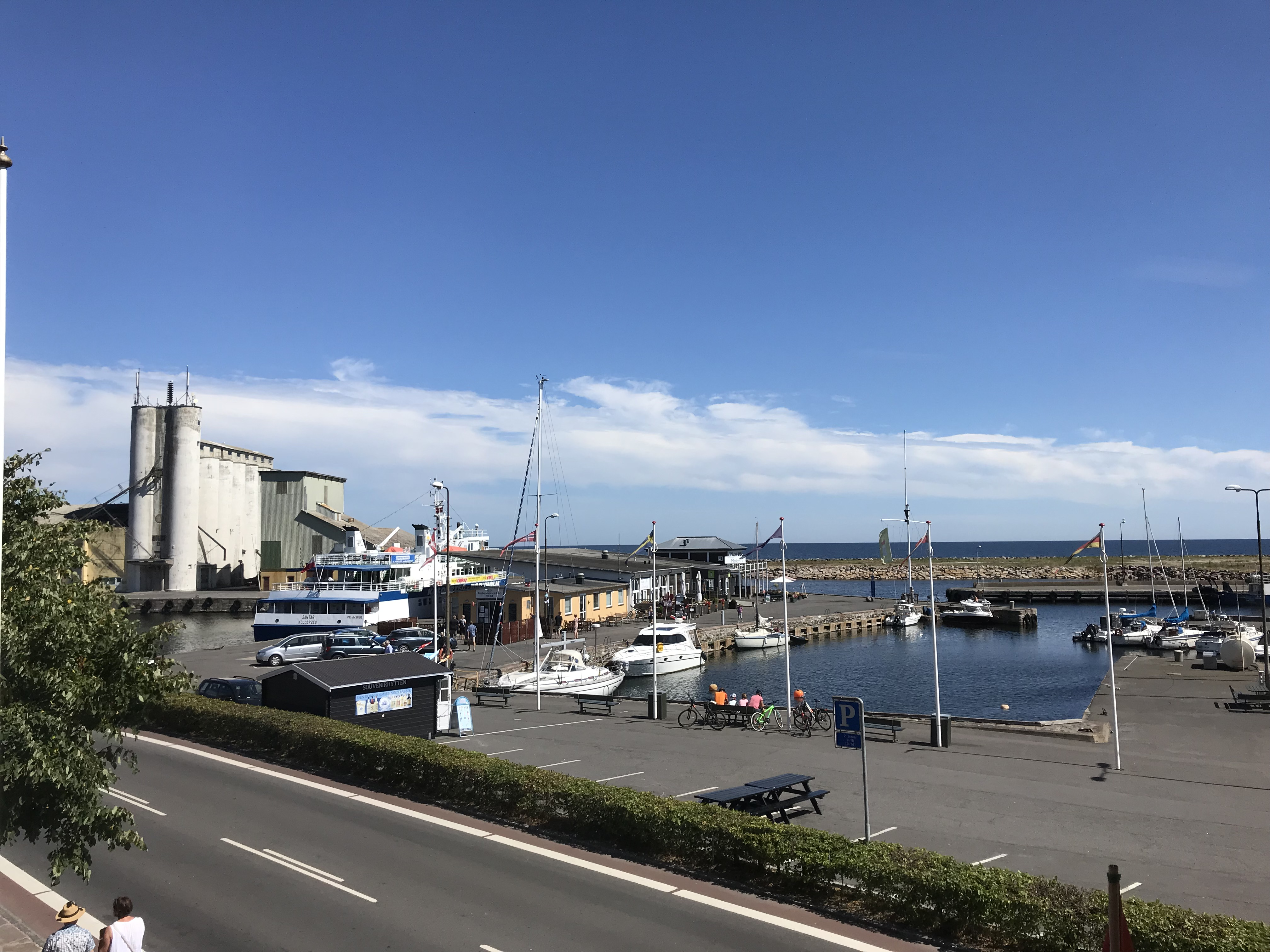
Nexø hamn
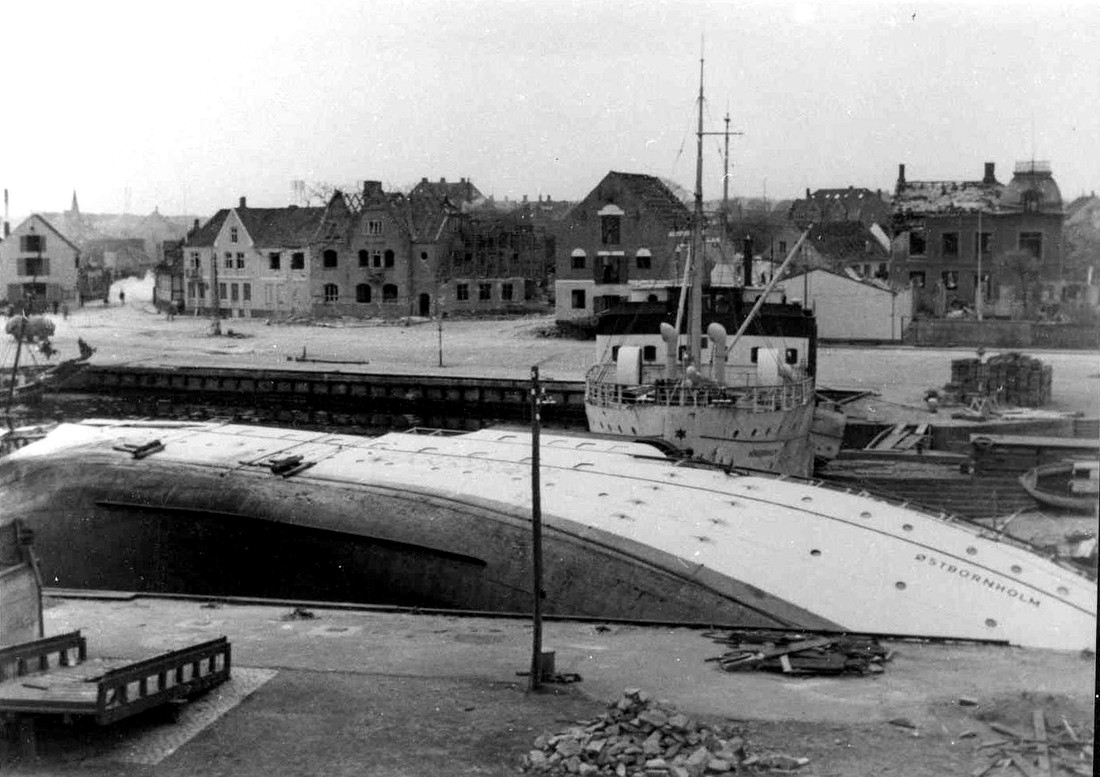
Nexø hamn efter ryska bombningar i maj 1945
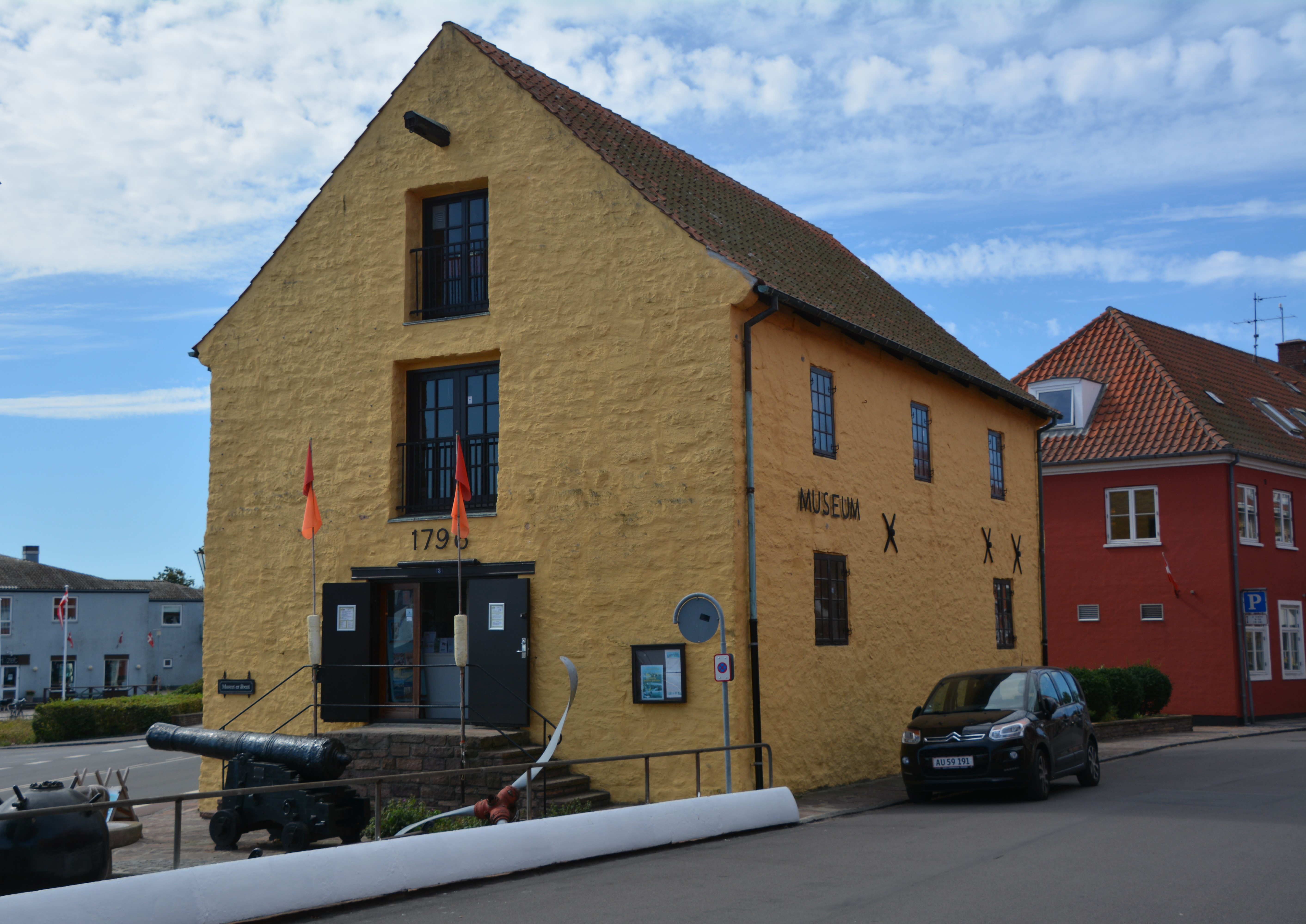
Nexø Museum
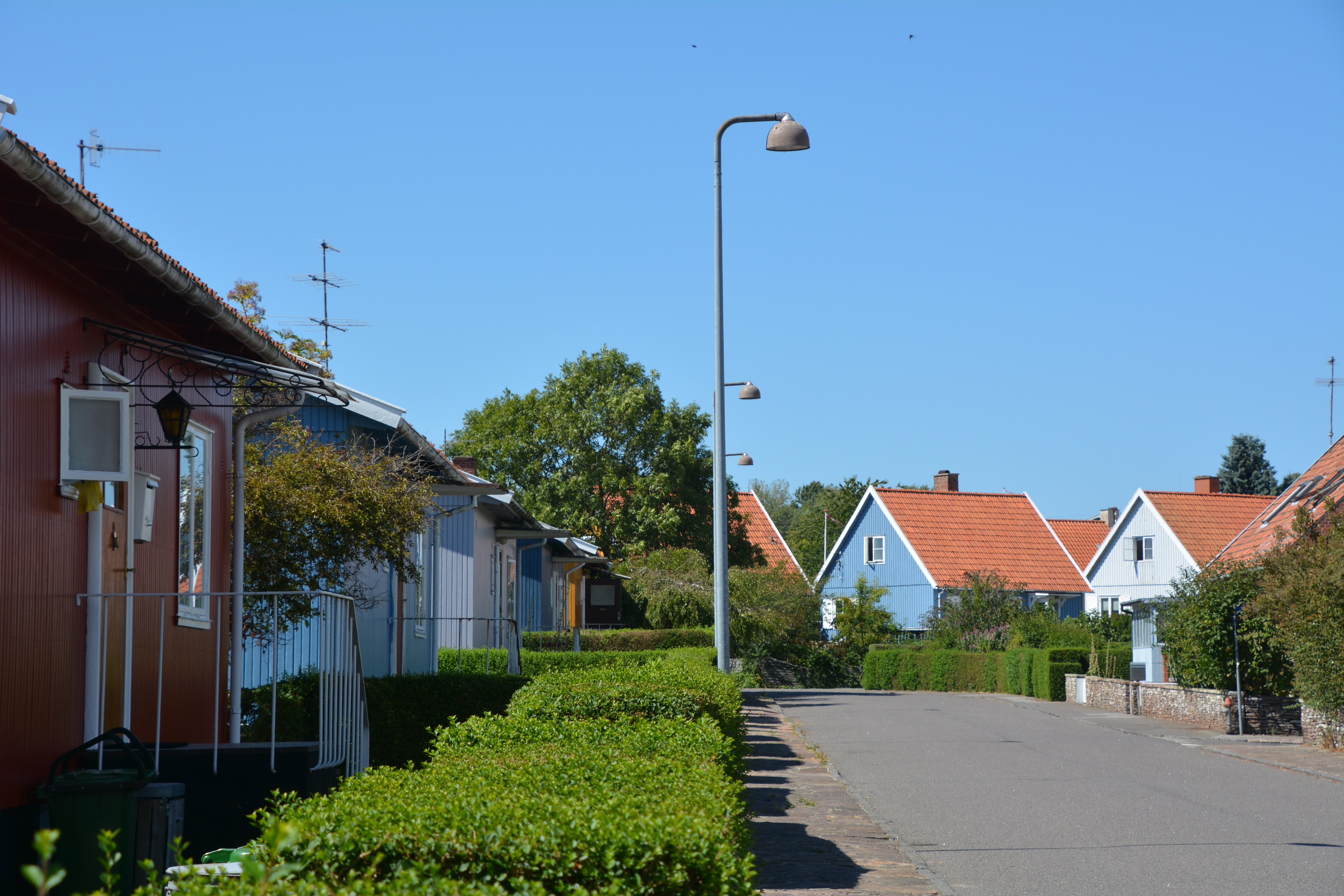
Svenskehusena, Sverigesvej
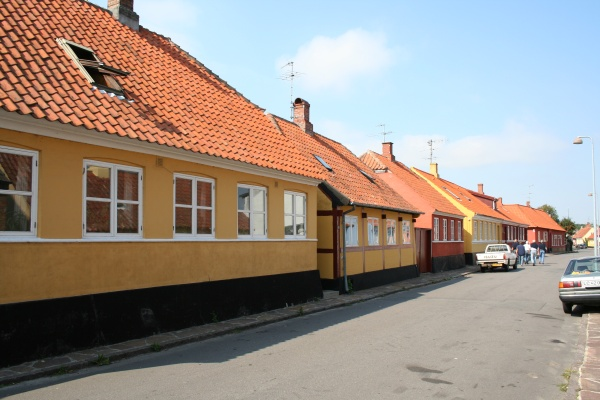
Nørregade
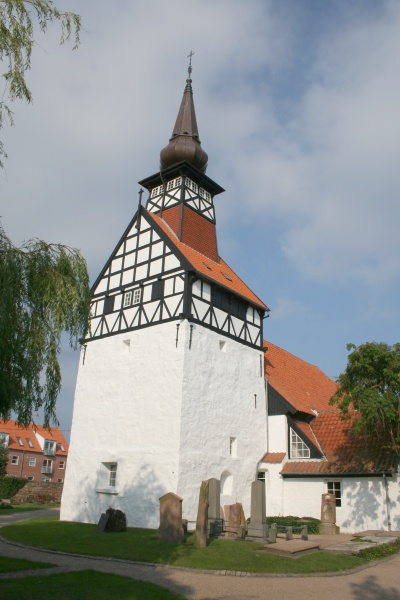
Nexö kyrka
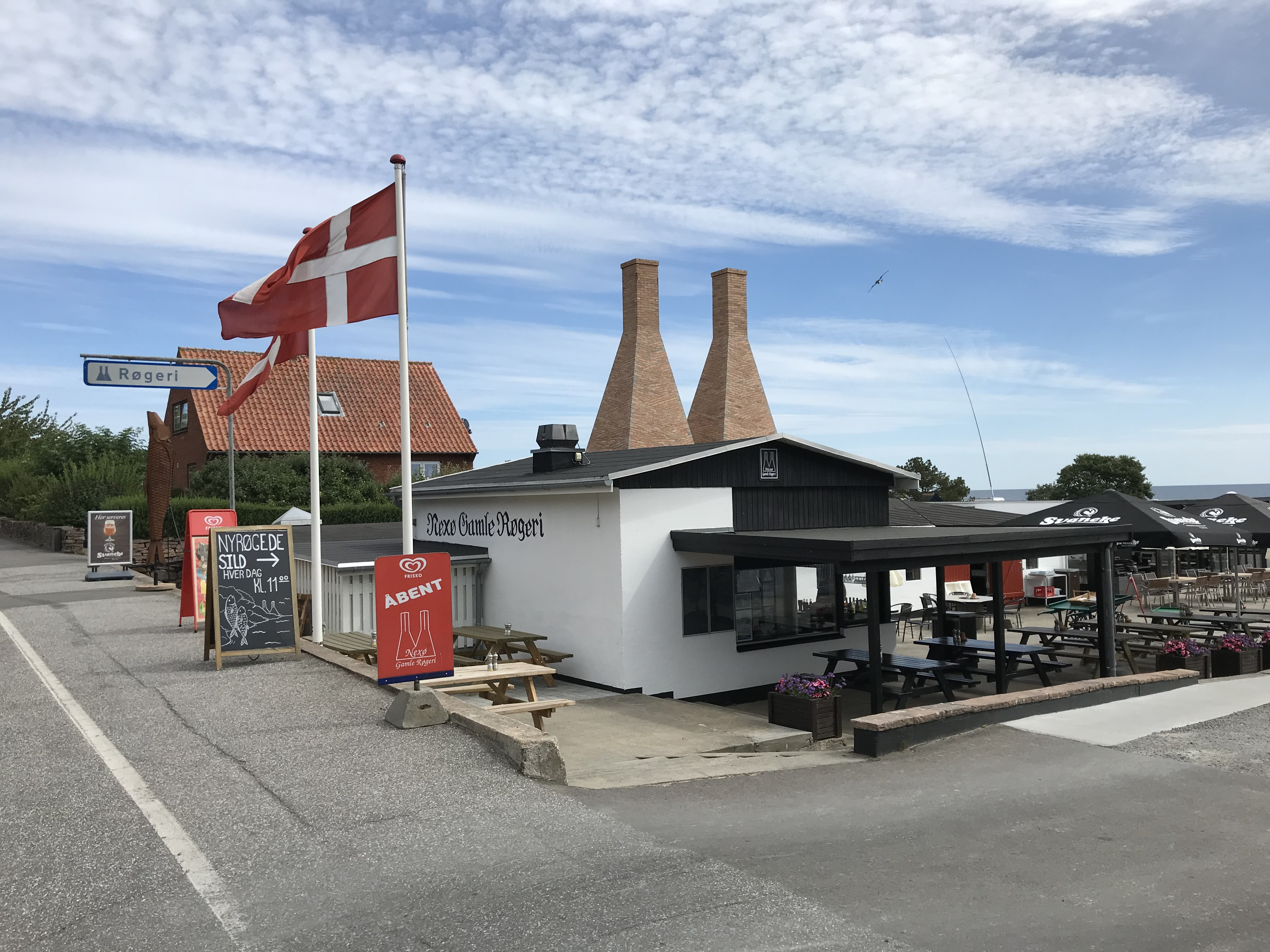
”Nexø Gamle Røgeri” vid Strandvejen
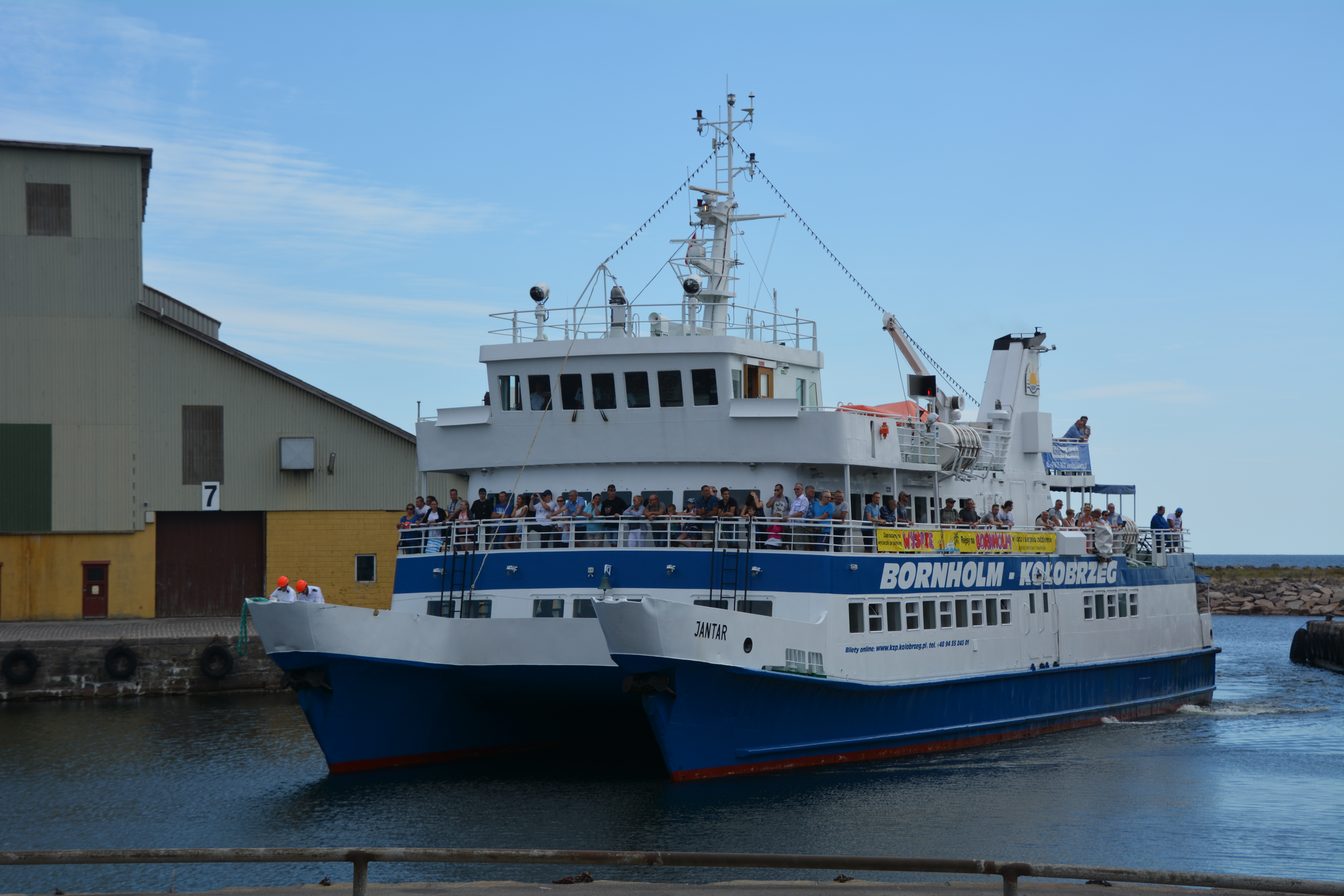
M/S Jantar, passagerarfärja till Kolobrzeg i Polen, i Nexø havn
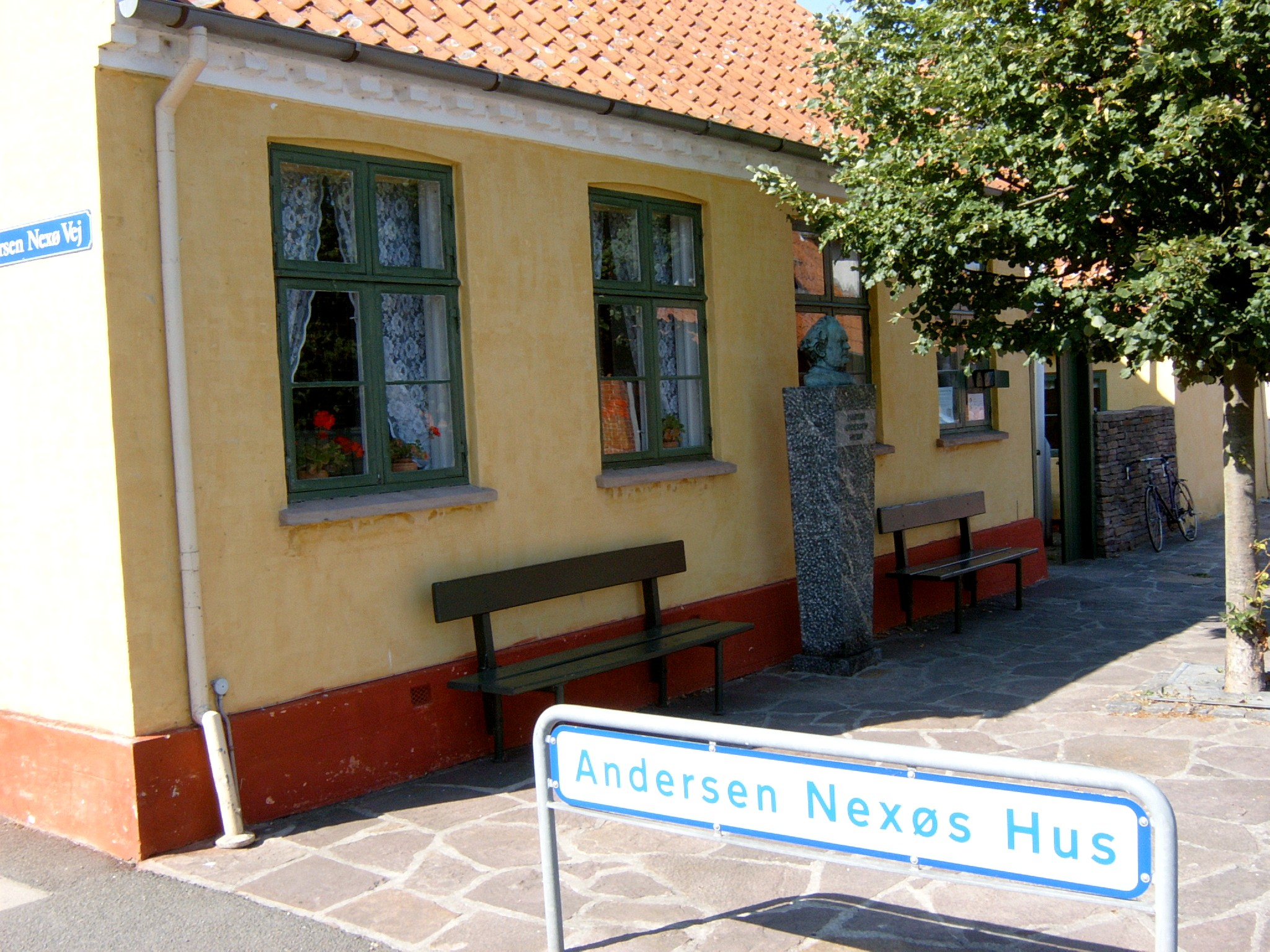
Martin Andersen Nexøs museum
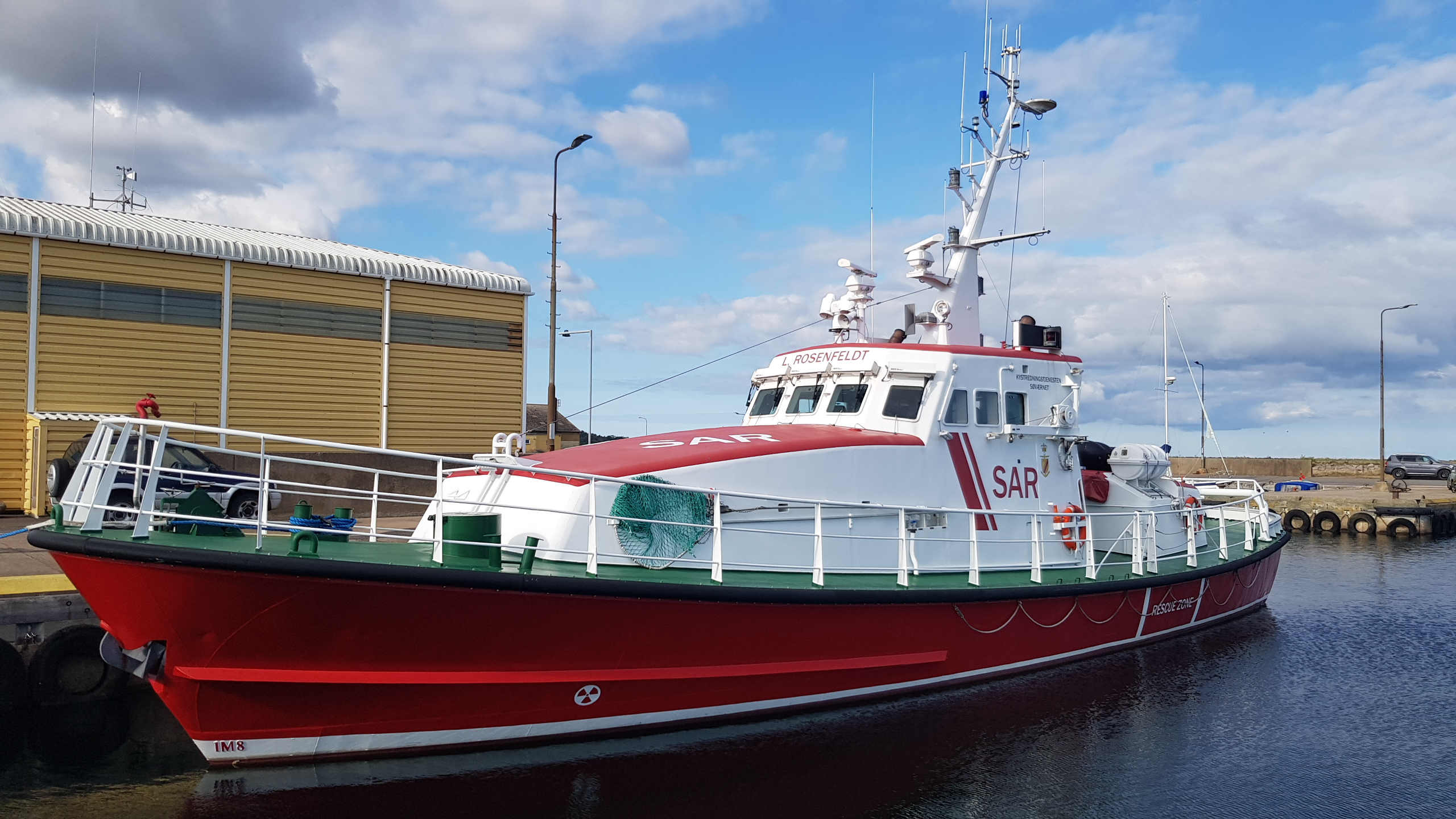
Rescue Leopold Rosenfeldt i Nexø Havn